# バージニア・リー・バートン
バージニア・リー・バートン（Virginia Lee Burton, 1909年8月30日 - 1968年10月15日）はアメリカ合衆国の絵本作家、画家、デザイナー。『ちいさいおうち』をはじめ、製作した多くの絵本は、アメリカ絵本の古典に数えられている。ヴァージニア・リー・バートンとも表記される。
結婚後も絵本作家としては結婚前の姓名を用いたが、デザイナーや画家としては結婚後の姓名を用いた。野菜や果物を栽培したり羊を飼育したりなど、自然に根ざした生活ぶりが、そのまま絵本の創作主題につながっている。そうした精神はやがて世界的に知られるフォリーコーブ・デザイナーズ活動としても育った。素朴さや自然との調和を尊重する一方で、文明のもたらす自然破壊に対して懐疑を投げかけている。

## 来歴
1909年8月30日、マサチューセッツ州ニュートンセンターに生まれる。父親のアルフレッドはマサチューセッツ工科大学の初代学部長で、母親のリーナはイギリス生まれの詩人で画家であった。アメリカ北東部の寒さが健康に悪いと考えた母親により、1920年にアメリカ西海岸のカリフォルニア州カーメル・バイ・ザ・シーに移住する。
1925年に両親が離婚し、母親は出奔、父と姉と弟は東海岸に戻るが、バージニアのみカリフォルニアに残り高校生活を続ける。高校3年のときにサンフランシスコの美術学校の奨学金を得て、高校卒業後は美術とバレエを学ぶ。1928年、ニューヨークで舞台ダンサーをしていた姉のように自身もダンサーを志して東海岸に戻るが、父親が足を骨折したことにより断念、ボストンで親の面倒をみながら新聞の人物スケッチを描く仕事を得る。1930年、さらなる研鑽のためボストン美術館の素描クラスに登録し、彫刻家のジョージ・デメトリアスから指導を受ける。
1931年3月28日、ジョージ・デメトリアスと結婚、翌年には長男が誕生し、その後、グロスターのフォリーコーブに移り住む。
1935年頃、絵本『ジョニファー・リント』（未刊）を書き出版社に持ち込むが13社から断られる。
1937年、最初の絵本『いたずらきかんしゃ ちゅうちゅう』(CHOO CHOO)が刊行される。機関車が好きな5歳の長男アリスティデスのために書かれ、英語版の最初のページには「TO MY SON ARIS」と記されている。
1939年には『マイク・マリガンとスチーム・ショベル』(Mike Mulligan and His Steam Shovel)が刊行される。最初のページには「TO MIKE」と、次男マイケルへの献辞が書かれている。
1941年には近所の主婦たちとテキスタイル制作グループ「フォリーコーブ・デザイナーズ」を立ち上げる。
1942年の絵本『ちいさいおうち』(The Little House)は翌年にコルデコット賞を受賞した。『ちいさいおうち』は夫ドージー（ジョージの家庭内での愛称）への献辞が書かれている。
1947年、バートンがイラストを担当した、アン・マルコムソン編による『ロビンフッドの歌』(Song of Robin Hood)が刊行される。翌年、コルデコット・オナー賞（次点）に選ばれる。
1962年の『せいめいのれきし』(Life Story)は完成までに8年かかり、彼女の最後の絵本作品となった。地球誕生から現代までを、生物学・地学・人類の歴史の全部を取り入れ、絵によって分かり易く描いているほか、自身も作中に登場する。
1964年3月中旬、日米文化協会の招待により日本に訪れ、東京のアメリカ文化センターで講演、翻訳家の石井桃子と『せいめいのれきし』日本語版の打ち合わせ、松岡享子と沼津、下呂、京都などを2週間かけて旅行、その後は帰国まで東京のかつら文庫で過ごすなどした。
1968年10月15日、マサチューセッツ州ボストンで死去、肺癌であった。59歳没。

## フォリーコーブ・デザイナーズ
1938年頃、バートンは息子のアリスにバイオリンを習わせるため、近所に住むアイノ・クラークに声をかける。アイノはレッスンを引き受ける代わりにデザインを教えて欲しいと提案し、週に一度、バートンのスタジオでデザイン教室を開くことになった。集まった主婦たちにバートンは身近な風景や動物、身の回りの道具などをデザイン化することを教え、完成させたデザインをリノリウム版に彫って、布に印刷してオリジナルの布地を制作した。1940年に展覧会を開いたところ地元紙でも好意的に取り上げられるなど評判となり、1941年、フォリーコーブ・デザイナーズ (Folly Cove Designers) が立ち上げられ、本格的に販売するための仕組み作りが始まった。
アーツ・アンド・クラフツ運動リバイバルの風潮も受け展覧会には多くのバイヤーが集まった。1945年にはニューヨーク5番街のロード・アンド・テイラーデパートのショーウィンドウの全面に作品が展示され、ワシントン・ポスト紙や雑誌『ライフ』などで紹介された。やがてフォリーコーブ・デザイナーズの製品はアメリカ全土30店以上の小売店で売られるようなった。デザイナーは総勢43人を数えたが、バートンの亡くなった翌年の1969年、デザインの品質が維持できないとして活動を終えた。見本帳、製品、布などはケープアン歴史協会（ケープアン・ミュージアム）へ寄贈された。
バートンはフォリーコーブ・デザイナーズではデメトリアスの姓を用いていた。

## 家族
長男のアリスティデス・デメトリアスは1932年2月17日生まれで、彫刻家となった。次男のマイケルは1936年8月30日生まれで、実業家としてテーマパークや遊園地の運営に携わった。

## 主な作品

### 創作作品
- Choo Choo, 1937
  - 『いたずらきかんしゃ ちゅうちゅう』村岡花子訳、福音館書店、1961年、ISBN 978-4-8340-0004-7
- Mike Mulligan and His Steam Shovel, 1939
  - 『マイク・マリガンとスチーム・ショベル（英語版）』石井桃子訳、童話館出版、1995年、ISBN 978-4-924938-29-8
- Calico the Wonder Horse, or the Saga of Stewy Stinker, 1941（1950改訂）
  - 『名馬キャリコ』瀬田貞二訳、岩波書店、1979年、ISBN 9784001151572
- The Little House, 1942
  - 『ちいさいおうち』石井桃子訳、岩波書店〈岩波の子どもの本〉、1954年
  - 『ちいさいおうち』石井桃子訳、岩波書店、1965年
- Katy and the Big Snow, 1943
  - 『はたらきもののじょせつしゃ けいてぃー』石井桃子訳、福音館書店、1962年、国立国会図書館書誌ID:000000821214
  - 『はたらきもののじょせつしゃ けいてぃー』石井桃子訳、福音館書店、1978年、ISBN 978-4-8340-0509-7
- Maybelle the Cable Car
  - 『ちいさいケーブルカーのメーベル』桂宥子・石井桃子訳、ペンギン社、1980年、国立国会図書館書誌ID:000001478639
  - 『坂の街のケーブルカーのメイベル』秋野翔一郎訳、童話館出版、2011年、ISBN 978-4-88750-225-3
- Life Story, 1962
  - 『せいめいのれきし』石井桃子訳、岩波書店、1964年、国立国会図書館書誌ID:000000805518
  - 『改訂版 せいめいのれきし -地球上にせいめいがうまれたときからいままでのおはなし-』石井桃子訳、真鍋真監修、岩波書店、2015年、ISBN 9784001112504

### 挿絵担当
- Sad-Faced Boy, by Arna Bontemps, 1937
- Fast Sooner Hound, by Arna Bontemps and Jack Conroy, 1942
  - 『ビュンビュン きしゃをぬく』アーナ・ボンタン（英語版）、ジャック・コンロイ著、伏見操訳、岩波書店、2004年、ISBN 9784001108774
- Don Coyote, by Leigh Peck, 1942
  - 『コヨーテのおはなし』リー・ペック著、安藤紀子訳、長崎出版、2012年、ISBN 978-4860955267
  - 『コヨーテのはなし : アメリカ先住民のむかしばなし』リー・ペック著、安藤紀子訳、徳間書店、2020年、ISBN 9784198651817
- Song of Robin Hood, 1947
- The Emperor's New Clothes, by Hans Christian Andersen, 1949
  - 『はだかの王さま』ハンス・クリスチャン・アンデルセン著、乾侑美子訳、岩波書店、2004年、ISBN 978-4001108767

## 関連文献
- バーバラ・エルマン『ヴァージニア・リー・バートン『ちいさいおうち』の作者の素顔』（Virginia Lee Burton: A Life in Art, 2002, ISBN 0-618-00342-8の翻訳）宮城正枝訳、岩波書店、2004年、ISBN 9784001156805
- 真鍋真『深読み！ 絵本『せいめいのれきし』』岩浪科学ライブラリー260、岩波書店、2017年、ISBN 9784000296601